# Metody (Petrowcy)
Metody, imię świeckie Dmytro Iwanowycz Petrowcy (ur. 30 sierpnia 1941 w Pryborżawskim, zm. 13 września 2013 w Chuście) – ukraiński biskup prawosławny.

## Życiorys
W 1957 wstąpił jako posłusznik do Pustelni Trójcy Świętej położonej w okolicy miasta Chust, od 1959 żył w Ławrze Poczajowskiej. W latach 1961–1964, w ramach odbywania zasadniczej służby wojskowej, pracował w monasterze Świętego Ducha w Wilnie. W 1965 podjął naukę w moskiewskim seminarium duchownym, zaś w 1969 – w Moskiewskiej Akademii Duchownej, którą ukończył w 1973 jako kandydat nauk teologicznych. W marcu 1969 złożył wieczyste śluby mnisze, 27 kwietnia tego samego roku został wyświęcony na hierodiakona, zaś 14 grudnia – na hieromnicha.
Od 1973 mieszkał w monasterze Świętego Ducha w Wilnie, spełniając obowiązku kierownika chóru mnichów, a następnie dziekana. W 1979 otrzymał godność ihumena. 21 grudnia 1981 został spowiednikiem mnichów monasteru Świętego Ducha oraz mniszek monasteru św. Marii Magdaleny w Wilnie. Od 1982 archimandryta. W 1990 został przeniesiony do monasteru św. Serafina w Pryborżawskim, ponownie jako spowiednik wspólnoty.
30 lipca 1994 w cerkwi św. Mikołaja w monasterze Opieki Matki Bożej w Kijowie miała miejsce jego chirotonia na biskupa chustskiego i wynohradowskiego. W 1998 odszedł w stan spoczynku po publikacji prasowej, w której oskarżono go o związek z kobietą.
Zmarł 13 września 2013. Pochowany na cmentarzu przycerkiewnym w Małej Uholce (obwód zakarpacki Ukrainy).
Jego brat Mykoła, w monasterze Marek, również został biskupem prawosławnym.